# Chiquito (ballerino)
Yovanny De Jesus Moreta, conosciuto come Chiquito, (Santo Domingo, 17 ottobre 1981), è un ballerino dominicano specializzato nei balli caraibici.

## Biografia
Inizia a cinque anni i suoi studi di danza che lo portano ad esibirsi come professionista già nel 1991 e successivamente nel 1994 ha l'opportunità di perfezionarsi a New York alla scuola di Eddie Torres. Sin da piccolo pratica la capoeira, un'arte marziale brasiliana.
Nel 1996, dopo il trasferimento in Italia, la carriera di ballerino viene arricchita dalla vittoria di cinque campionati nazionali di danza consecutivi dal 1999 al 2003 nelle specialità della salsa cubana, salsa portoricana, bachata e merengue.
Nel 2004 inizia una collaborazione con Seo Fernandez entrando a far parte del suo gruppo "Latin Black", ma è nel 2007 che fonda la compagnia "Dominican Power" di cui è direttore artistico e primo ballerino e con la quale continua ad esibirsi in oltre cinquanta congressi l'anno in tutti e cinque i continenti. Una fondamentale influenza nel suo stile personale e in quello dei Dominincan Power la esercita l'hip hop nei suoi vari stili: old e new style, krumping, dancehall, house, che studia da sempre collaborando con i migliori esponenti internazionali quali Richmond Talauega, Tone Talauega, Timothy "Poppin Pete" Solomon, Brian Green, Tony Stone, Little Phil, Link, Byron Clairicia, Salah e Kris.

## Carriera artistica
Nel 2005 e nel 2006 ha registrato due DVD didattici di portoricana, distribuiti in Italia e si è esibito come ballerino per cantanti di fama mondiale tra cui: Aventura, Victor Manuelle, Choco Ortas, Josè Alberto "El Canario", Oscar D'León, Los Van Van, Mercadonegro, Kinito Mendez.
Nella primavera del 2009 ha inciso assieme al maestro Rodolfo Guerra il suo primo singolo dal titolo Produciendo sotto il patrocinio di Lucio Palumbo al Salsa que te pasa Congress.
Nel 2017 partecipa come attore nel film "The Latin Dream" con la regia di Louis Medina, dove Fernando Sosa è sceneggiatore e attore protagonista.

## Collaborazioni televisive
È stato selezionato come coreografo e ballerino nella produzione anglo americana Vertigo/BBC del film StreetDance 2.
Nel 2007 ha ballato durante alcuni episodi di Zelig Circus.
Nel 2016 è presente con alcuni balli a Ballando con le stelle. Successivamente, nel 2025 partecipa a Sognando... Ballando con le stelle, dove vince il programma ottenendo un posto tra i maestri del programma originale.

## Palmarès

### Campionato nazionale di danza
- 1999 -

 1º classificato
- 2000 -

 1º classificato
- 2001 -

 1º classificato
- 2002 -

 1º classificato
- 2003 -

 1º classificato

### Award
- 2008 -

Miglior ballerino
- 2007 -

Miglior ballerino

## Curiosità
Parla in modo fluente quattro lingue: italiano, spagnolo, portoghese e inglese.